# Каракатицы
Карака́тицы, или сепии (лат. Sepiida) — отряд моллюсков из класса головоногих.
К роду Sepia принадлежит около 30 современных видов, живущих по преимуществу в тёплых морях, поблизости берегов. Несколько ископаемых видов известно из юры и из третичных отложений. Каракатицы умеют плавать, но обыкновенно держатся на дне, подкарауливая свою добычу, состоящую из рыб и ракообразных.

## Анатомические особенности
От всех других современных головоногих каракатицы отличаются наличием своеобразной известковой внутренней раковины в виде широкой пластинки, занимающей почти всю спинную сторону туловища. Овальное тело окаймлено с обеих сторон плавником в виде узкой костистой оторочки, тянущейся вдоль всего туловища. Лишь на заднем конце тела левый и правый плавники разделены. Хватательные щупальца длинные, втягиваются целиком в особые мешковидные ямки; остальные щупальца короткие. Воронка с клапаном. Четвёртое левое щупальце у самцов гектокотилизировано у основания (то есть отличается по своему строению и служит для целей оплодотворения).

## Обыкновенная каракатица
Лекарственная каракатица (Sepia officinalis Linnaeus) обитает в Атлантическом океане и Средиземном море, бывает длиной 20—30 см, причём такой же длины достигают хватательные щупальца. Щупальца имеют 4 ряда присосок. Цвет изменчивый — на спине обыкновенно буроватый со светлыми пятнами и полосами, на брюхе немного светлее, на щупальцах зеленоватый, на плавниках фиолетовый. Употребляется в пищу. Раковина (так называемая os sepiae — кость каракатицы, или канареечная пенка) в старину употреблялась в медицине, теперь служит лишь для полирования и вешается в клетку комнатным птицам для чистки клюва.
Каракатица является одним из самых умных морских животных. Соотношение веса её мозга к телу не дотягивает до уровня морских млекопитающих, но значительно превосходит уровень рыб и других моллюсков.
Как показали научные исследования 2010 года, атакованная в детстве определённым хищником каракатица в более зрелом возрасте предпочитает охотиться именно на этот тип хищника.

## В культуре
Возможно, десятищупальцевая чёрная каракатица послужила «прототипом» для персонажа средневековых легенд — морского монаха. Составитель «Энциклопедии суеверий и волшебства» А. Леманн считает, что в этом сыграло роль обычное подсознательное желание видеть знакомое в неизвестном. Лежащая брюхом вниз каракатица с подобранными щупальцами действительно могла показаться издали похожей на монаха с рыбьим хвостом. Воображение дорисовало чешую, зубастую пасть — и на свет появилось очередное созданное человеческим воображением чудовище.

## Чернила
Из жидкости чернильного мешка готовят коричневую краску, именуемую сепия. Экипаж судна «Кон-Ти́ки» некоторое время вёл записи в судовом журнале с помощью чернил, добытых из каракатицы. «Небольшие каракатицы практически каждую ночь оказывались на палубе. Когда каракатицу разрезали, она превращалась в готовую к использованию чернильницу. А чернила из каракатицы оказались очень хорошего качества. Они были похожи на тушь, которой пользуются художники», — рассказывал в документальном фильме об экспедиции из Перу в Полинезию путешественник Тур Хейердал.

## Систематика
- Подотряд †Vasseuriina
  - Семейство †Vasseuriidae
  - Семейство †Belosepiellidae
- Подотряд Sepiina
  - Семейство †Belosaepiidae
  - Семейство Sepiadariidae
  - Семейство Sepiidae